# Plantation
Plantation er en by i Broward County i Florida i USA med en befolkning på 91.750 (2020) indbyggere. Byen er en del af South Florida metropolitan area, som er bosted for næsten 5,5 millioner personer.Byens navn kommer fra den tidligere ejer af området the Everglades Plantation Company. Byens officielle motto erThe Grass is Greener (græsset er grønnere, fra ordsproget græsset er altid grønnere på den andne side af gærdet).